# Xenia
Xenia är ett släkte av koralldjur. Xenia ingår i familjen Xeniidae.

## Dottertaxa tillXenia, i alfabetisk ordning[1]
- Xenia actuosa
- Xenia ainex
- Xenia amparoi
- Xenia antarctica
- Xenia ashworthi
- Xenia bauiana
- Xenia biseriata
- Xenia blumi
- Xenia crassa
- Xenia crenata
- Xenia crispitentaculata
- Xenia crista
- Xenia cylindrica
- Xenia danae
- Xenia dayi
- Xenia delicata
- Xenia depressa
- Xenia distorta
- Xenia elongata
- Xenia fimbriata
- Xenia fisheri
- Xenia flava
- Xenia florida
- Xenia fusca
- Xenia garciae
- Xenia gohari
- Xenia grasshoffi
- Xenia hamsina
- Xenia heterocrypta
- Xenia hicksoni
- Xenia humilis
- Xenia impulsatilla
- Xenia indivisa
- Xenia intermedia
- Xenia kukenthali
- Xenia kusimotoensis
- Xenia lepida
- Xenia lillieae
- Xenia macrospiculata
- Xenia mayi
- Xenia medusoides
- Xenia membranacea
- Xenia miniata
- Xenia mucosa
- Xenia multipinnata
- Xenia multispiculata
- Xenia nana
- Xenia novaebritanniae
- Xenia novaecaledoniae
- Xenia obscuronata
- Xenia plicata
- Xenia puertogalerae
- Xenia pulsitans
- Xenia quinqueserta
- Xenia rubens
- Xenia samoënsis
- Xenia sansibariana
- Xenia schenki
- Xenia sexseriata
- Xenia spicata
- Xenia stellifera
- Xenia ternatana
- Xenia tripartita
- Xenia tumbatuana
- Xenia umbellata
- Xenia viridus